# Precio de la vivienda en Estados Unidos

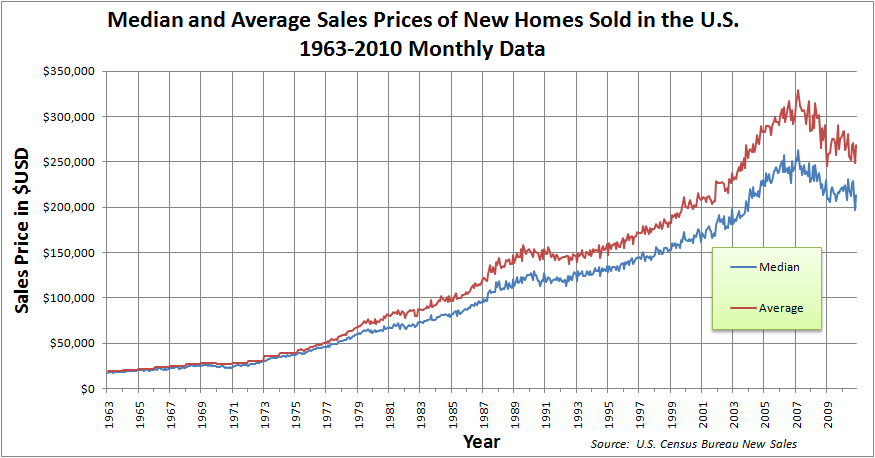
Mediana y precios medios de ventas de viviendas nuevas vendidas en los Estados Unidos entre 1963 y 2010 –en dólares-. La crisis de las hipotecas subprime, origen de la Gran Recesión, tuvo su comienzo en 2007.

El precio de la vivienda en Estados Unidos hace referencia al precio de compra y venta de la vivienda en Estados Unidos.

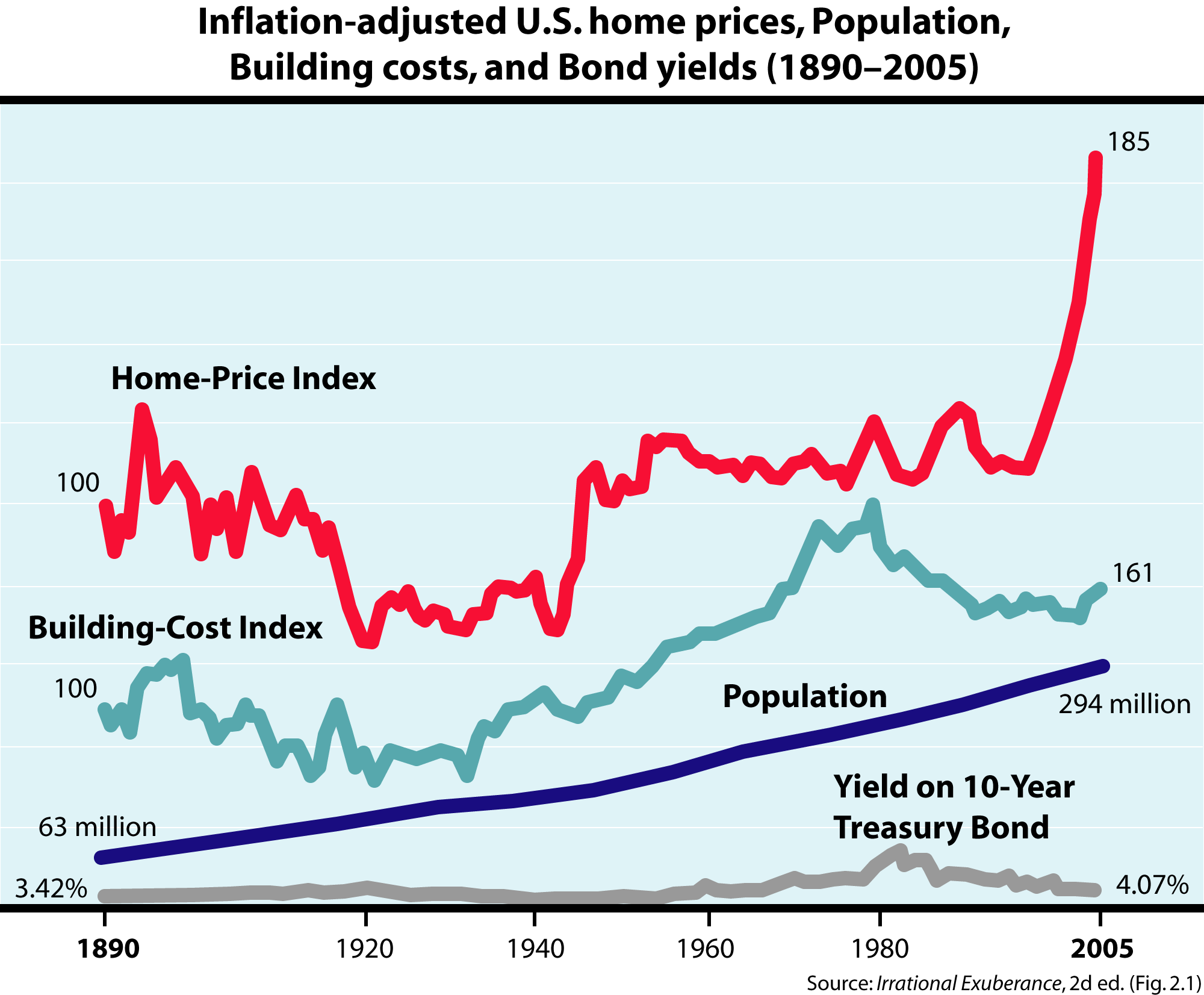
Datos sobre la evolución del precio de las viviendas, la población, los costos de construcción y los rendimientos de los bonos. Se muestra como el precio de la vivienda subió un 0,4% anual entre los años 1890 y 2004 y un 0,7% anual en el período 1940 a 2004, mientras que los datos del censo de Estados Unidos desde 1940 hasta 2004 indicarían que aumentó un 2% por año.

## Evolución del precio de la vivienda en Estados Unidos desde 1996
El precio de la vivienda en EE. UU. aumentó en más de 70 puntos porcentuales por encima de la tasa de inflación en la década de 1996 a 2006. La burbuja inmobiliaria global se desató en Estados Unidos con la denominada crisis de las hipotecas subprime que estalló como tal crisis en el año 2007 siendo el detonante de la Gran Recesión de 2008-2013. 
Los precios de la vivienda cayeron en Estados Unidos desde el pico 2006 hasta 2012 un 40%.
En marzo de 2013 el mercado inmobiliario de Estados Unidos repuntó al alza. El índice s&p/case-shiller mostró una subida del 1,4% en marzo, que eleva su tasa interanual al 10,9%, su mayor repunte desde abril de 2006. Si bien, pese a este repunte, aún está un 28% por debajo del pico que alcanzó en 2006.

### Evolución histórica del precio de la vivienda en Estados Unidos desde 1890
El precio de la vivienda en Estados Unidos se ha mantenido relativamente estable desde 1890 hasta 1997 -fecha del comienzo de la burbuja- si se exceptúa un gran período de bajada de precios que comenzó durante a Primera Guerra Mundial -aproximadamente en 1916- y se extendió durante la Gran Depresión de los años 30 hasta los comienzos de la Segunda Guerra Mundial. En 1942, todavía en plena Guerra los precios sufrieron una importante subida que los colocó hasta niveles de principios de siglo XX. En los años 1970 y 1980 tuvieron lugar dos burbujas inmobiliarias que incrementaron el precio para luego volver a caer, hasta la burbuja inmobiliaria global que tuvo su inició en 1996 y duró hasta julio de 2006 cuando la crisis de las hipotecas subprime produjo la gran caída de precios.

## Indicadores estructurales del precio de la vivienda

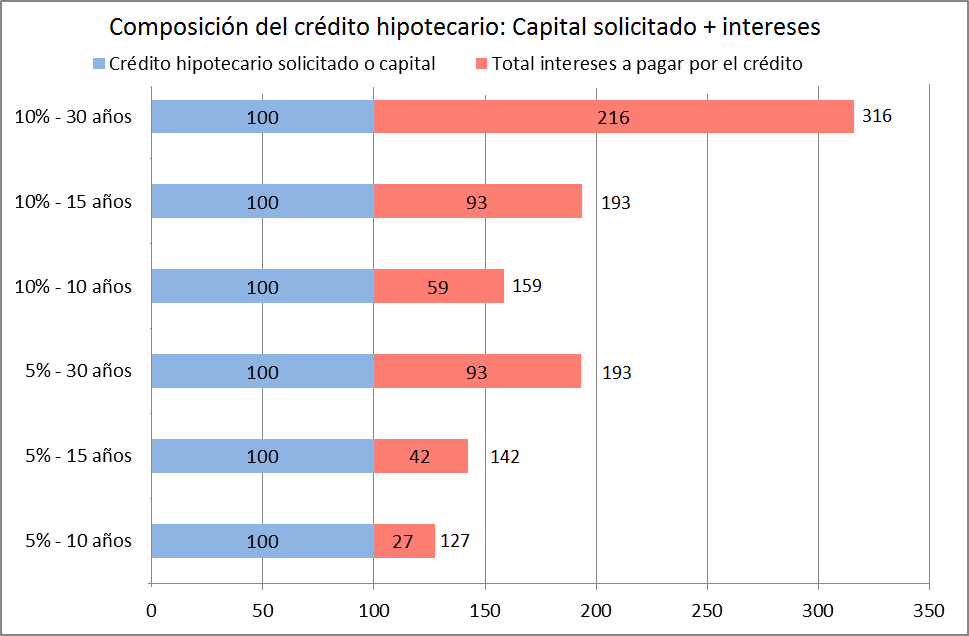
Composición del crédito hipotecario en varios supuestos: el capital solicitado o crédito -100- más los intereses constituyen el total de la hipoteca.
- Si la hipoteca tiene una larga duración y/o un alto interés la cifra total final -capital+intereses- que se paga por el préstamo llega a duplicarla y triplicarla, razón por la que no se considera una buena decisión económica suscribir préstamos superiores a 15 años con una cuota mensual por la que se podría conseguir esa misma vivienda en alquiler.
- La cuota mensual de la hipoteca no debe superar el 30% de los ingresos mensuales.

El precio de la vivienda varía según las características de la vivienda: tamaño, calidad y ubicación, -rural, urbana, centro, periferia-, así como las circunstancias socioeconómicas de los distintos países: demografía (crecimiento de la población, equilibrio o descenso, flujos migratorios), crecimiento económico, desempleo, burbuja inmobiliaria, interés bancario, impuestos, desgravaciones, capacidad de endeudamiento personal y familiar, recesión y depresión económica entre otras. El precio de la vivienda condiciona la vida económica de los ciudadanos y familias que, en el caso de la compra de vivienda, habitualmente deben suscribir créditos hipotecarios de larga duración con entidades bancarias para poder acometer la compra más importante a lo largo de la vida personal y familiar.
Existen indicadores esttructurales que permiten valorar si el precio de una vivienda es adecuado y económicamente viable: sobre los ingresos o salarios (ratio del precio de la vivienda sobre la renta bruta disponible -PRD-), en relación con el precio del alquiler de la vivienda que quiere comprar (rentabilidad del alquiler) y en relación con la cuantía y duración de la hipoteca a solicitar.
Se considera adecuda una ratio de 4 sobre el precio de la vivienda en relación con la renta bruta disponible, es decir que el precio de compra de la vivienda es razonable si se aproxima a cuatro años de la renta familiar bruta disponible.
El índice PER (price earnings ratio) indica el número de años que se tardaría en recuperar –mediante el alquiler del mismo inmueble que se quiere comprar- la inversión realizada en la compra de una vivienda (con todos los gastos incluidos). Se considera un índice PER 15 -15 años de alquiler = precio de la compra de vivienda- como el adecuado en el sector inmobiliario.
En cuanto a la cuota mensual de la hiptoteca se considera que no debe superar el 30% de los ingresos mensuales. Se recomienda, si es posible, la menor duración del préstamo en años, considerando un máximo de 15 años como el adecuado ya que 
a partir de 15 años de préstamo los intereses pueden alcanzar prácticamente el mismo valor del capital solicitado e incluso doblar la cifra si el interés es alto, razón por la que no se considera una buena decisión económica suscribir préstamos superiores a 15 años con una cuota mensual por la que se podría conseguir esa misma vivienda en alquiler. Además, resulta muy difícil establecer una previsión sobre un futuro tan lejano, tanto en las circunstancias económicas personales -que pueden mejorar pero también empeorar- como en los cambios legales y macroeconómicos que pueden afectar las condiciones de la hipoteca -interés variable, cambios en el mercado hipotecario-
También debe vigilarse la existencia de letra pequeña de los contratos de hipoteca para evitar cláusulas que se consideran abusivas, tanto las cláusulas suelo. como las cláusulas con intereses de demora desorbitados. Además es conveniente conocer la legislación hipotecaria del país, la posible existencia de la dación en pago en caso de no poder afrontar el pago de la hipoteca, el proceso de ejecución hipotecaria así como la normativa sobre los desahucios y el lanzamiento que, llegado el caso, pudiera afectar al firmante de la hipoteca y a los avalistas.
En el caso de no poder suscribir una hipoteca con la condición de que no supere el 30% de los ingresos o cuando la duración de la hipoteca se considere demasiado larga se debe valorar el ahorro como fórmula para acometer en un futuro la compra de lavivienda y así reducir la cuantía del préstamo y los riesgos de impago y sencillamente considerar el alquiler como una forma más razonable de disfrutar de una vivienda digna.

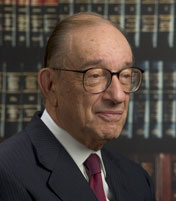
Alan Greenspan, presidente de la Reserva Federal de 1987 a 2006. Autores como Dean Baker culpan al expresidente de la Reserva Federal, Greenspan y al expresidente del Banco Central Europeo Jean-Claude Trichet de la burbuja inmobiliaria global y de sus consecuencia, la Gran Recesión.